# Karlsplatz (metrostation)
Karlsplatz (Stachus) is een metrostation in de wijk Altstadt van de Duitse stad München. Het station werd geopend op 10 maart 1984 en wordt bediend door de lijnen U4 en U5 van de metro van München. Het is ook een S-Bahn station. In de ondergrondse passage bevindt zich een groot winkelcentrum.
Het metrostation is vernoemd naar de gelijknamige Karlsplatz vernoemd naar 
Karel Theodorus, keurvorst van Beieren. Inwoners van München gebruiken die naam zelden en noemen het plein in plaats daarvan Stachus, naar de pub Beim Stachus, ooit eigendom van Eustachius Föderl, die daar was gevestigd totdat de bouwwerkzaamheden voor Karlsplatz begonnen. 